# William Bentinck, 1.º Conde de Portland
William Bentinck (Diepenheim, 20 de julho de 1649 – Bulstrode Park, 23 de novembro de 1709), nascido Hans Willem Bentinck, foi um nobre, favorito e discutivelmente amante do rei Guilherme III de Inglaterra. Nascido na baixa nobreza holandesa, foi elevado ao título de "Conde de Portland" por Guilherme III.
Bentinck conheceu Guilherme enquanto ele ainda era príncipe de Orange nos Países Baixos e logo tornou-se seu favorito.  Descrito como supostamente firme, sensato, modesto e geralmente moderado, Bentinck exercia grande influência sobre o príncipe e acompanhou-o a Inglaterra quando ele casou-se com a princesa Maria, filha e herdeira de Jaime II.  Na Inglaterra, Bentinck ganhou presentes, terras, palácio e títulos quando da ascensão do príncipe ao trono como Guilherme III. Ele recebeu 135.000 acres (546 km2) de terra na Irlanda, e apenas a forte oposição de uma Câmara dos Comuns unida o impediu de obter uma grande porção de terras da coroa no norte de Gales.
A relação entre o rei e Bentinck é controversa. Biógrafos modernos do rei ainda discordam entre si sobre o caráter sexual da relação, com muitos afirmando que eram apenas fábulas das imaginações de seus inimigos, enquanto outros sugerem que poderia existir certa verdade nos rumores. Sabe-se, no entanto, que William ficou muito enciumado com a crescente influência de outro holandês, Arnold van Keppel, e, em 1699, renunciou a todos os seus cargos na casa real. Ele não perdeu a estima do rei, que continuou a confiar e a empregá-lo. Portland foi muito bem recompensado, e isso, junto com o ciúme sentido por ele como estrangeiro, o tornou muito impopular na Inglaterra. Após perder sua posição para van Keppel, Bentinck passou a ser conhecido como "o velho cornudo" nos círculos da nobreza.